# 羽場站 (長野縣)
羽場站（日语：／ Haba eki */?）是位於日本長野縣上伊那郡辰野町大字伊那富的東海旅客鐵道（JR東海）飯田線車站。海拔723公尺，為飯田線內最高的車站。

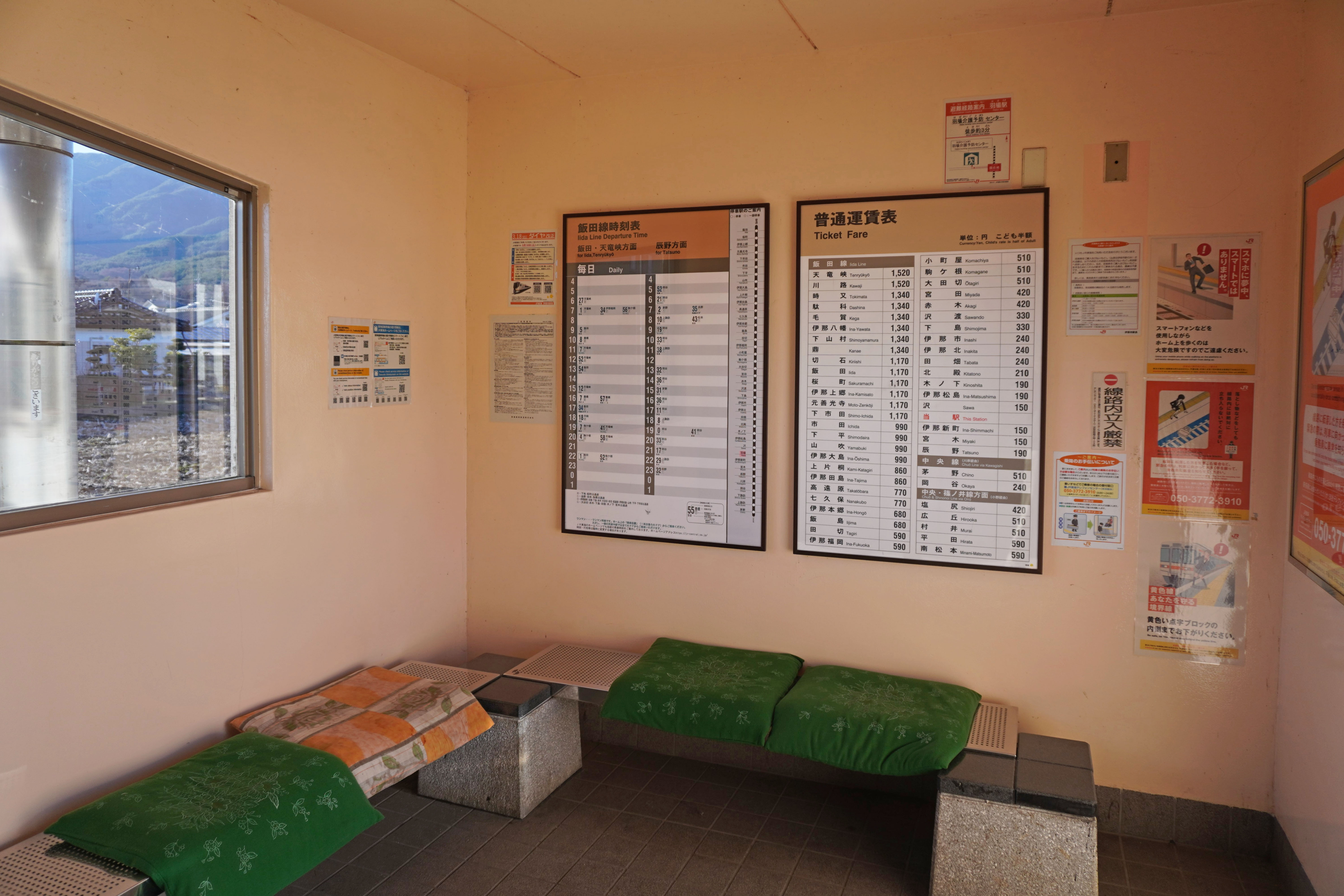
候車室内(2023年3月)

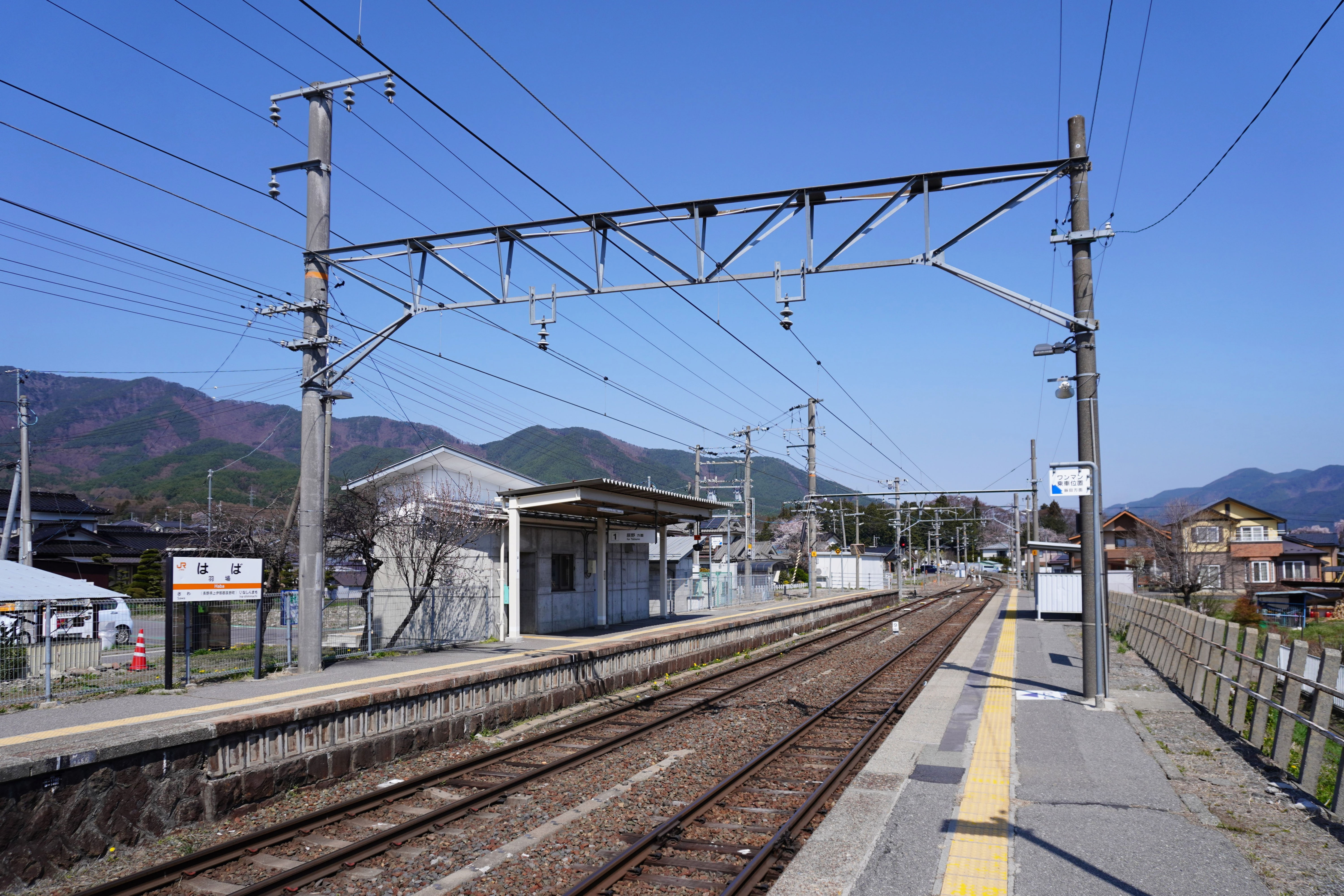
月台(2023年3月)

## 車站構造

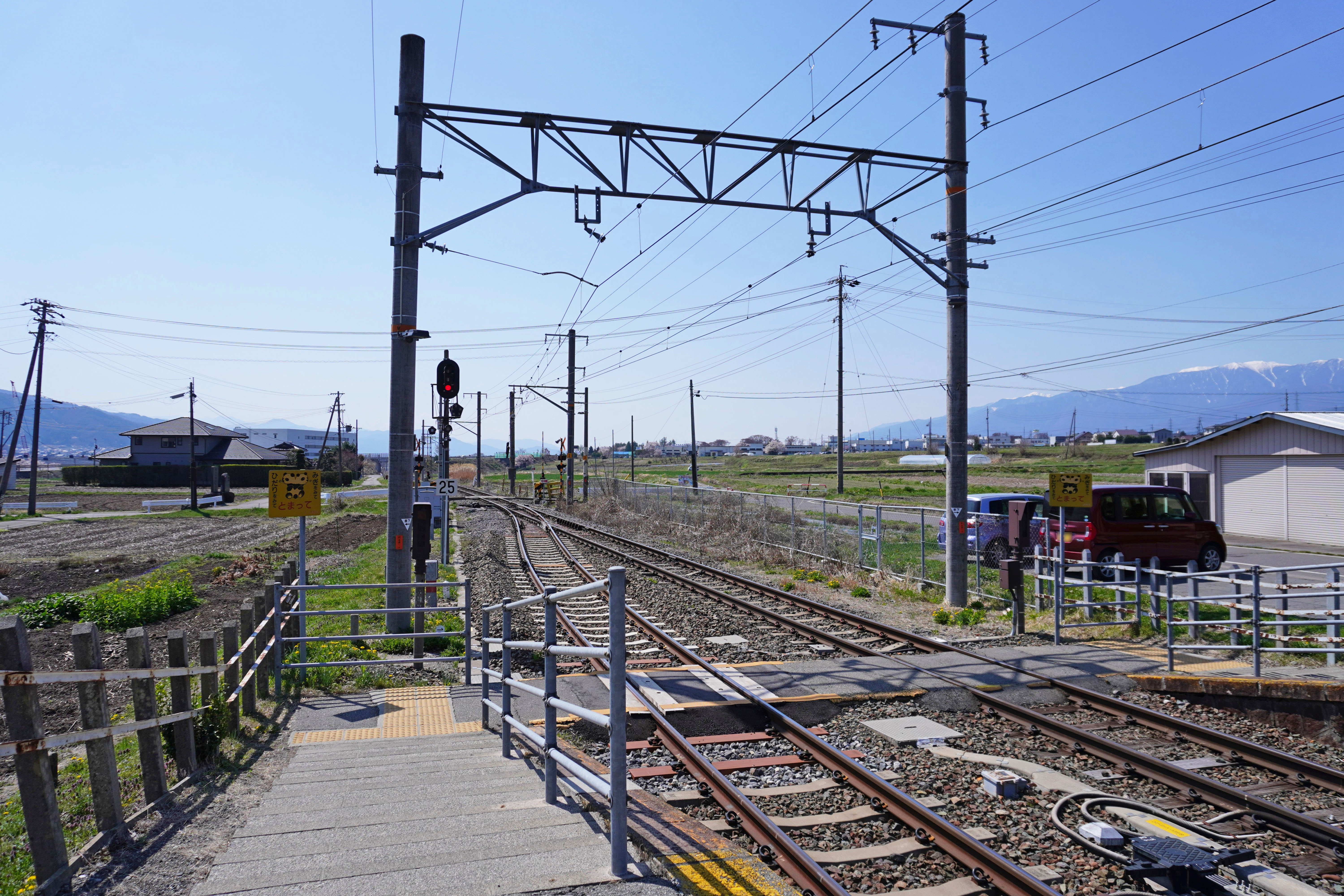
平交道(2023年4月)

- 相對式月台2面2線，可以列車交會
- 地上車站
- 候車區在下行月台，平交道在上行方向末端。
- 由伊那市站管理的無人站

### 月台配置
| 月台 | 路線   | 方向 | 目的地           |
| ---- | ------ | ---- | ---------------- |
| 1    | 飯田線 | 下行 | 辰野方向         |
| 2    | 飯田線 | 上行 | 飯田、天龍峽方向 |

## 車站周邊
車站附近有一些工廠。
- 中央自動車道伊北交匯處
- 羽場郵局
- 國道153號

## 巴士路線
- 辰野町營巴士大石線：羽場站前

## 历史
- 1909年（明治42年）12月28日 - 伊那電車軌道（1919年改名為伊那電氣鐵道）松島（現在的伊那松島）至辰野（即是西町站）之間開業，新設羽場站。
- 1923年（大正12年）3月16日 - 伊那松島至辰野之間建設新線，車站改變位置。
- 1943年（昭和18年）8月1日 - 伊那電氣鐵道線國有化，成為國鐵飯田線車站。
- 1971年（昭和46年）12月1日 - 貨物起卸服務停止，只設旅客服務。
- 1983年（昭和58年）2月24日 - 成為無人站。
- 1987年（昭和62年）4月1日 - 因國鐵分割民營化，本站成為東海旅客鐵道的車站。
- 1999年（平成11年）2月1日 - 站舍停用，新建候車區。

## 相鄰車站
東海旅客鐵道
 飯田線
■快速（包括「水篶」）
澤－羽場－伊那新町（下行快速）－宮木（上行快速）
■普通
澤－羽場－伊那新町